# Михальченко, Ирина Станиславовна
Ири́на Станисла́вовна Миха́льченко (укр. Ірина Станіславівна Михальченко; род. 20 января 1972, Новокузнецк, Кемеровская область) — украинская легкоатлетка, специалистка по прыжкам в высоту. Выступала на профессиональном уровне в 1994—2012 годах, победительница Кубка Европы, призёрка ряда крупных международных стартов, участница двух летних Олимпийских игр. Мастер спорта Украины международного класса.

## Биография
Ирина Михальченко родилась 20 января 1972 года в городе Новокузнецке Кемеровской области РСФСР. 
Воспитанница евпаторийца, Александра Федоровича Агутина, заслуженного тренера Украины по легкой атлетике.
Впоследствии постоянно проживала в Киеве, представляла Вооружённые силы.
Впервые заявила о себе в лёгкой атлетике на международном уровне в сезоне 1994 года, когда в составе украинской сборной одержала победу на международном турнире в Банска-Бистрице, заняла девятое место на чемпионате Европы в помещении в Париже, стала третьей на турнире в Кракове.
В 1996 году прыгала в высоту на чемпионате Европы в помещении в Стокгольме, в финал не вышла.
В 1997 году впервые выиграла чемпионат Украины в прыжках в высоту на открытом стадионе, участвовала в чемпионате мира в помещении в Париже и Всемирной Универсиаде в Катании.
В 1998 году прыгала в высоту на чемпионате Европы в Будапеште.
В 1999 году была шестой на Всемирной Универсиаде в Пальме, победила на Всемирных военных играх в Загребе, выступила на чемпионате мира в Севилье.
Благодаря череде успешных выступлений в 2000 году удостоилась права защищать честь страны на летних Олимпийских играх в Сиднее — на предварительном квалификационном этапе взяла высоту в 1,85 метра, чего оказалось недостаточно для выхода в финал.
В 2002 году участвовала в чемпионате Европы в помещении в Вене, превзошла всех соперниц на Кубке Европы в Анси, показала девятый результат на чемпионате Европы в Мюнхене.
В 2003 году стала пятой на чемпионате мира в помещении в Бирмингеме.
В 2004 году была второй на Кубке Европы в Быдгоще, в то время как на международном турнире в немецком Эберштадте Internationales Hochsprung-Meeting Eberstadt заняла первое место, установив при этом свой личный рекорд в прыжках в высоту на открытом стадионе — 2,01. Принимала участие в Олимпийских играх в Афинах — в финале прыжков в высоту с результатом 1,96 стала пятой.
В 2005 году показала 12-й результат на чемпионате мира в Хельсинки, была второй на Всемирном легкоатлетическом финале в Монако.
На чемпионате Европы 2006 года в Гётеборге заняла в прыжках в высоту шестое место.
Завершила спортивную карьеру по окончании сезона 2012 года.